# Emmy Ibáñez
Emmy Ibáñez (1887-1950) fue una escritora y activista mexicana. Nació en Oaxaca el 15 de diciembre de 1887 y fue la primera mujer en recibir un nombramiento para trabajar en el gobierno durante el porfiriato, en la Secretaría de Hacienda.

## Biografía
El padre de Emmy Ibañez falleció cuando ella apenas cursaba el tercer año de primaria. Su familia enfrentó grandes retos económicos y se trasladó a la Ciudad de México. Ibañez logró concluir la instrucción primaria a los trece años, combinando un trabajo por la mañana y estudios por la noche; y a esa corta edad escribió Viejos Mosaicos, su primer libro. Es una colección de breves poemas en prosa, que los críticos de la época desciben como "inspirados por una imaginación ardiente y un alma sincera".
En 1903 egresó de la Escuela Superior de Comercio y Administración (ESCA) y, posteriormente, tomó cursos de filosofía, psicología y sociología en la Universidad Nacional Autónoma de México. Algunos de sus maestros fueron Antonio Caso y Enrique Martínez Sobral. Trabajó en la Secretaría de Hacienda y fue la primera secretaria del Banco Norteamericano, establecido en México en 1904. 
Fue parte de la Sociedad Astronómica de México, el Ateneo Mexicano de Mujeres y la Sociedad Protectora de la Mujer. Impulsó la fundación de la Liga Antialcohólica Mexicana en 1906, fue cofundadora de la Sociedad Permanente de Beneficencia Privada Pro-Niño (1926) y del grupo Acción Cívica Femenina. Recibió reconocimientos como La Cruz Roja y La Cruz Blanca Mexicana, concedidas por el presidente Porfirio Díaz, por su labor altruista.
Fundó la editorial Mi Mundo para dar a conocer a más escritoras mexicanas de su tiempo y colaboró en los periódicos: El Imparcial, El Mundo Ilustrado y en la revista Artes y Letras, bajo el seudónimo “Irma Bizeña”. Entre sus obras se encuentran: La voz de mis horas, Desde un apartado rincón, Tu libro, Cabañuelas, Lajas;  Tu ajorca y mis jardines; Lámpara votiva; Rueca de ensueño; y Pasa a mi atalaya.